# Amazonemierklauwier
De Amazonemierklauwier (Thamnophilus amazonicus) is een zangvogel uit de familie Thamnophilidae (miervogels).

## Verspreiding en leefgebied
Deze soort komt voor in het Amazonegebied en telt vijf ondersoorten:
- T. a. cinereiceps: oostelijk-centraal Colombia, zuidwestelijk Venezuela en noordwestelijk Brazilië.
- T. a. divaricatus: zuidoostelijk Venezuela, de Guyana's en noordelijk-centraal Brazilië.
- T. a. amazonicus: van zuidelijk Colombia tot noordelijk Bolivia.
- T. a. obscurus: centraal Brazilië.
- T. a. paraensis: oostelijk-centraal Brazilië.

## Status
De grootte van de populatie is niet gekwantificeerd maar de soort wordt omschreven als vrij algemeen. Op de Rode lijst van de IUCN heeft deze soort de status niet bedreigd.